# بی‌بالان (رودسر)
بی بالان، روستایی از توابع بخش کلاچای شهرستان رودسر در استان گیلان ایران است.

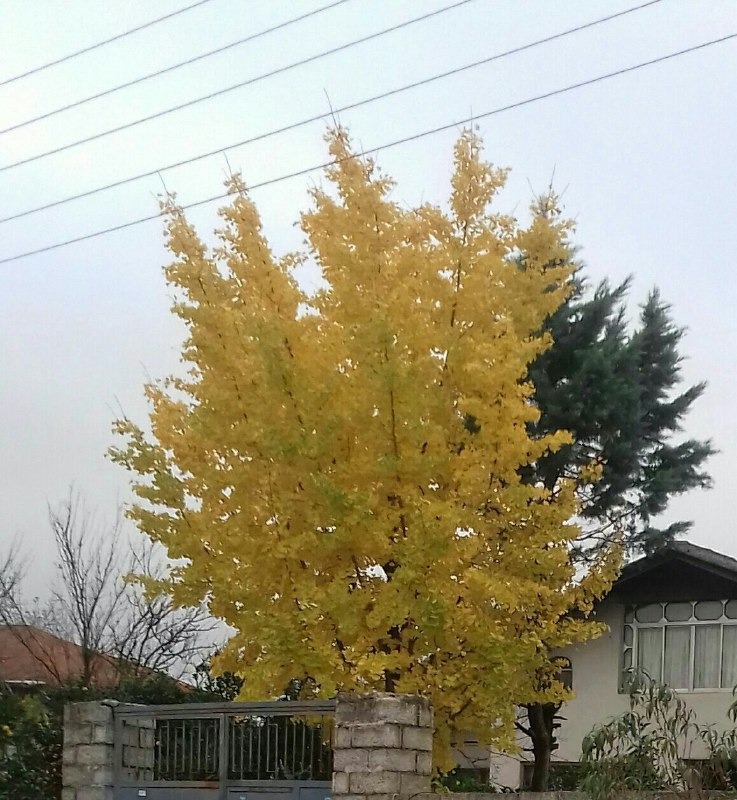
پاییز زیبای تنها درخت ژینکوا در بی‌بالان (خیابان سازمان چای- پلاک ۱۲۳)

## وجه تسمیه
"بی" پیشوند نفی کننده و "بالان" به مفهوم "نیرنگ، و تله " که در مجموع به مفهوم "بدون نیرنگ و بدون حقه" می‌باشد.

## جمعیت
این روستا در دهستان بی‌بالان قرار دارد و براساس سرشماری مرکز آمار ایران در سال ۱۳۸۵، جمعیت آن ۱٬۱۷۲ نفر (۳۷۵خانوار) بوده‌است.

## آثار تاریخی
تأسیس اولین مدرسه در این روستا در سال ۱۳۰۴ و تأسیس کارخانه چایسازی آن در سال ۱۳۱۵ بود است.
حمام قدیمی زمان رضا شاه در بی بالان که متأسفانه در حال تخریب می‌باشد.

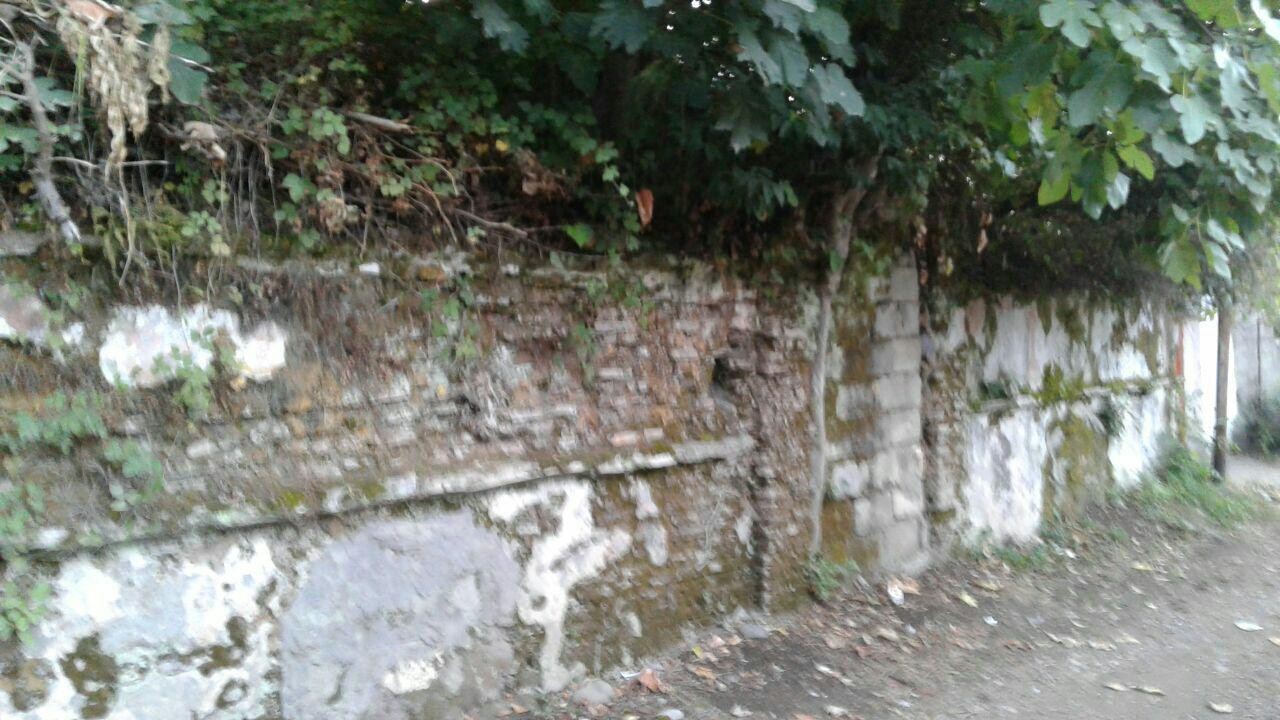
حمام قدیمی زمان رضا شاه در بی بالان

کارخانه چای بی بالان نیز بخشی در دوره رضا شاه و بخشی در دوره محمد رضا شاه ساخته شده‌است که هم‌اکنون هم در حال فعالیت می‌باشد.

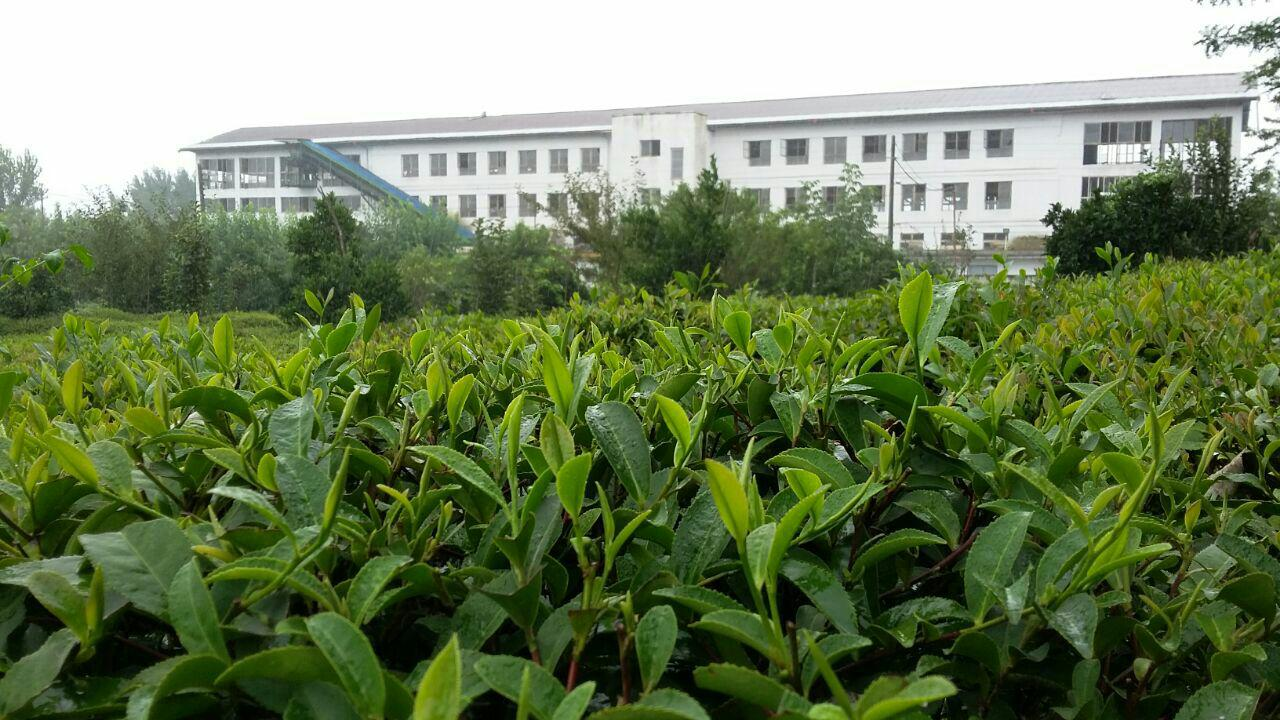
منظره‌ای تحسین‌برانگیز از باغ چای و کارخانه چای شهید انصاری در بی بالان

## محصولات کشاورزی
از محصولات کشاورزی آن می‌توان به برنج و چای و پرتقال و خرمالو نام برد. اخیراً این روستا به عنوان یک مرکز مهم تولید میوه کیوی در شرق استان گیلان مطرح شده‌است.

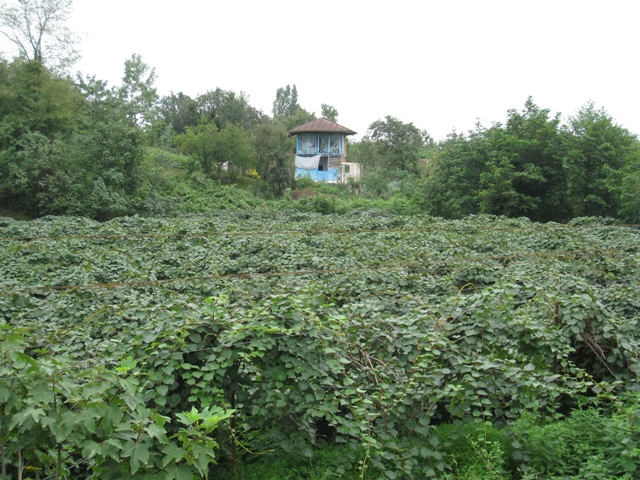
باغ کیوی در کندسر بی بالان (عکس از قاسم حبیبی بی‌بالانی)